# Listă de filme românești/J
Aceasta este o listă de filme românești (artistice, de animație și documentare) care încep cu litera J:
- Jachetele galbene (1979)
- Jad, cvart, agata (1959)
- Jana (2000)
- Jandarmii (1928)
- Je vous trouve très beau (2005)
- Joc de cuburi (1958)
- Jocul (1978) (Teatru)
- Jocul de-a vacanța (1994) (TV)
- Jocurile copilăriei (1955)
- Joffre la Mizil (1915)
- Jucării (1967)
- Jupiter al vremurilor noastre, Un (1961)
- Jurnal de liceu (2005)
- Jurnalul unui păpușar de provincie (1994)